# Warner Bros. Discovery EMEA
Warner Bros. Discovery EMEA este o divizie a Warner Bros. Discovery. Este responsabilă pentru supravegherea colecției sale de canale de televiziune prin cablu și satelit prin Europa, Orientul Mijlociu și Africa.

## Canale de televiziune deținute în prezent
De știri
- CNN Internațional
- HLN
- CNN Turcia

De divertisment și de filme
- Turner Classic Movies Orientul Mijlociu și Africa
- Turner Classic Movies Spania
- TNT Europa de Nord
- Warner TV Polonia
- Warner TV România
- Warner TV Spania
- Warner TV Serie Germania
- Warner TV Franța

Pentru copii
Turner Europa de Nord
- Cartoon Network Regatul Unit și Irlanda
- Cartoon Network +1 (Regatul Unit și Irlanda)
- Boomerang (Regatul Unit și Irlanda)
- Cartoonito (Regatul Unit și Irlanda)
- Cartoon Network (Europa de Nord)
- Boomerang (Europa de Nord)

Turner Europa de Sud
- Cartoon Network (Italia)
- Cartoon Network +1 (Italia)
- Cartoon Network (Portugalia)
- Cartoon Network (Franța)
- Cartoonito (Italia)
- Boomerang (Franța)
- Boomerang +1 (Franța)
- Cartoonito (Franța)
- Cartoonito (Portugalia)
- Boomerang (Italia)
- Boing (Italia) (49% din acțiuni sunt operate de Mediaset)
- Boing (Spania) (50% din acțiuni sunt deținute de Mediaset Spania)
- Warner TV Next (Franța)

Turner Europa Centrală și de Est
- Cartoon Network (Polonia)
- Cartoon Network (România)
- Cartoonito (România)
- Cartoon Network (CEE)
- Cartoonito (CEE)
- Cartoon Network (Olanda)
- Cartoonito (Olanda)
- Cartoon Network (Germania)
- Cartoonito (Germania)

Turner Grecia, Cipru, Turcia, Orientul Mijlociu și Africa
- Cartoon Network (Turcia)
- Cartoon Network (Cipru)
- Cartoon Network (Grecia)
- Cartoon Network (Lumea Arabă)
- Cartoon Network (Hindi) (emite în Iran)
- Cartoonito (Turcia)
- Cartoonito (Grecia și Cipru)
- Cartoonito (Orientul Mijlociu și Africa)
- Cartoonito (MENA)
- Cartoonito Orientul Mijlociu (Africa)
- Toonami (Africa)

## Canale de televiziune închise
- CNX (înlocuit de Toonami (Regatul Unit și Irlanda))
- Toonami (Regatul Unit și Irlanda) (înlocuit de Cartoonito (Regatul Unit și Irlanda))
- Cartoon Network +1 (2002-2006) (împărțit în Cartoon Network Too și TCM 2)
- Cartoon Network (Spania)
- Boomerang (Spania) (înlocuit de Cartoonito (Spania))
- Cartoon Network Too (înlocuit de Cartoon Network +1)
- Cartoon Network +2
- Cartoonito (Spania)
- TNT Classic Movies (înlocuit de Turner Classic Movies)
- Nuts TV
- Nuts TV +1
- TCM 2 (înlocuit de Turner Classic Movies +1)
- Turner Classic Movies CEE (înlocuit de Warner TV Polonia)
- Turner Classic Movies Europa de Nord
- Turner Classic Movies Franța
- TCM România (înlocuit de Warner TV România)
- TruTV (Regatul Unit și Irlanda) (începând din 16 februarie 2017 este deținut de Sony Pictures Television)
- Cartoon Network (Europa) (a fost împărțit în fiecare țară și emite în Cipru)
- Boomerang (Europa) (a fost împărțit în fiecare țară)
- Boomerang (Germania)
- Cartoon Network (Rusia)
- TCM Movies (Regatul Unit și Irlanda) (înlocuit de Quest)
- Toonami (Franța) (înlocuit de Warner TV Next)
- Boomerang (Turcia) (înlocuit de Cartoonito (Turcia))
- Boomerang (Grecia și Cipru) (înlocuit de Cartoonito (Grecia și Cipru))
- Boomerang (Orientul Mijlociu și Africa) (înlocuit de Cartoonito Orientul Mijlociu (Africa))